# Лужки (село, городской округ Истра)
Лужки (ранее Холуяниха, Павловское) — село в городском округе Истра Московской области России, до 2017 года входило в состав сельского поселения Ядроминское Истринского района. До 2018 года имело статус деревни.
Расположено на 72-м км Волоколамского шоссе (в районе пересечения с автодорогой «Троица — Веретенки (Лужки)», в 5 км от центра сельского поселения — посёлка Курсаково, в 16 км от города Истры.
Первое упоминание о деревне в актах XV века, согласно которым в 1431—1433 гг. с. Лушковское и Павловское с деревнями были подарены их владельцем, иноком Авраамом Микулиным Московскому Чудову монастырю.
В первой половине XVIII века принадлежала графу Чернышёву. В 1911 году владельцы Анисимовы.
В ноябре 1941 года в деревне Холуяниха дислоцировался 242-й отдельный медсанбат 8-й гвардейской Панфиловской стрелковой дивизии, в котором проходила воинскую службу дочь погибшего комдива генерал-майора Ивана Панфилова медсестра (в конце войны - гвардии младший лейтенант медицинской службы) Валентина Панфилова. В этой деревне она спасла жизни двух тяжело раненных командиров батальонов дивизии, отдав им свою кровь, за что была в декабре 1941 года представлена Военсоветом Западного фронта к награждению орденом Красной Звезды. Приказ о награждении вышел с большим опозданием - 22 мая 1943 года.

## Население
| 2002 | 2006 | 2010 |
| ---- | ---- | ---- |
| 65   | ↘62  | ↘22  |